# Andrzej Kasprzak
Andrzej Zdzisław Kasprzak (Lublino, 14 marzo 1946 – Biała Podlaska, 24 agosto 2023) è stato un cestista polacco.

## Carriera
Con la Polonia ha disputato due edizioni dei Giochi olimpici (Città del Messico 1968, Monaco 1972).